# Максименко, Валерий Евгеньевич
Валерий Евгеньевич Максименко (род. 16 июля 1950, Тюмень) — советский и российский космонавт и лётчик-испытатель 1-го класса. Общий налёт на более чем 50 типах самолётов и их модификаций составляет около 2 500 часов. Несмотря на успешно пройденную общекосмическую подготовку, опыта полёта в космос нет.

## Биография
Валерий Евгеньевич Максименко родился 16 июля 1950 года в Тюмени. После окончания в 1967 году средней школы посёлка Слобожанское Змиёвского района Харьковской области, УССР, Валерий был призван на службу в армию. С 1967 по 1971 годы Максименко был курсантом Харьковского высшего военного авиационного училища лётчиков имени Сергея Ивановича Грицевца (Харьковское ВВАУЛ), которое окончил с дипломом лётчика-инженера. 
С декабря 1971 года Валерий служил лётчиком-инструктором Харьковского ВВАУЛ под селом Великая Юруга (Полтавская область), а с декабря 1973 года — под Купянском (Харьковская область). В период с сентября 1977 по 1978 годы Валерий Максименко проходил курсы в 267-м Центре испытания авиационной техники и подготовки лётчиков-испытателей в Ахтубинске (Астраханская область), по окончании которых получил квалификацию «лётчик-испытатель».

### Лётчик-испытатель
С июня 1978 года Максименко служил старшим лётчиком-испытателем Государственного Краснознамённого научно-исследовательского института военно-воздушных сил (ГКНИИ ВВС). В 1982 году Максименко окончил вечернее отделение факультета «Самолётостроение» Ахтубинского филиала Московского авиационного института имени Серго Орджоникидзе «Взлёт». С 30 октября 1985 года Валерий — старший инспектор-лётчик ГКНИИ ВВС. 
С 31 мая 1988 года Валерий Максименко служил командиром авиационной испытательной эскадрильи службы лётных испытаний (СЛИ-1) ГКНИИ ВВС. За вклад в развитие и испытания авиационной техники 3 ноября 1988 года Валерий Максименко награждён Орденом Красной Звезды.

### Космическая подготовка
В 1987 году Максименко был отобран в ГКНИИ ВВС для работы по программе «Буран». Валерий прошёл медицинское обследование в Центральном военном научно-исследовательском авиационном госпитале (ЦВНИАГ) и в начале 1989 года получил заключение комиссии. 11 мая 1990 года решением Государственной межведомственной комиссии Максименко был отобран в качестве кандидата в космонавты от ГКНИИ ВВС.
С мая 1989 по апрель 1991 года Валерий проходил общекосмическую подготовку в Центре подготовки космонавтов имени Юрия Алексеевича Гагарина, и после сдачи необходимых зачётов 5 апреля 1991 года получил квалификацию космонавта-испытателя. В группу космонавтов ГКНИИ ВВС Валерий Максименко не зачислялся.

### Дальнейшая служба
С 27 января 1993 года Валерий Максименко служил начальником Центра подготовки лётчиков-испытателей (ЦПЛИ) ГКНИИ ВВС. В 1995 году Максименко посетил американский испытательный полигон в Неваде (англ. Nevada Test and Training Range). 
23 августа 1996 года Валерий Максименко получил почётное звание «Заслуженный лётчик-испытатель Российской Федерации». За время службы Валерий проводил испытания по пилотированию МиГ-29, в числе первых освоил его и МиГ-29УБ, летал на самолётах МиГ-23, Су-17, Су-24, Су-27, работал инструктором на Л-29, МиГ-21У, МиГ-21УС, МиГ-21УМ, МиГ-23УБ, Су-17УМ3, Су-12УБ.
Валерий Максименко женат, имеет сына и дочь.

## Награды
- Орден Красной Звезды:
- Заслуженный летчик-испытатель РФ.